# The Passenger (píseň)
„The Passenger“ je píseň amerického zpěváka Iggyho Popa. Text napsal Iggy Pop, zatímco hudbu složil Ricky Gardiner. Píseň byla volně inspirována básní zpěváka Jima Morrisona. Původně vyšla v srpnu roku 1977 na desce Lust for Life. Kapela Siouxsie and the Banshees vydala coververzi této písně na svém albu Through the Looking Glass (1987). Mezi další kapely, které píseň hrály při koncertech či nahrály ve studiu, patří například Die Toten Hosen, R.E.M. a Bauhaus.
Piáno a zpěv v pozadí je od Davida Bowieho.